# FC Farul Constanța
FC Farul Constanța 1920, cunoscut sub numele de Farul Constanța, pe scurt Farul, a fost un club de fotbal din Constanța, România.
Înființată în 1920 sub numele de SPM Constanța, echipa a petrecut peste 40 de sezoane în prima ligă, cea mai înaltă poziție pe care a obținut-o fiind locul patru în trei ocazii. De asemenea, a jucat o finală a Cupei României în 2005, pe care a pierdut-o cu 1-0 în fața echipei Dinamo București. Farul a produs mai mulți jucători talentați, cel mai notabil dintre ei fiind Gheorghe Hagi, golgheterul echipei naționale a României.
Pe 22 septembrie 2016, din cauza datoriilor financiare, Farul Constanța a fost declarată în faliment, după 67 de ani de activitate. În același an, suporterii clubului au înființat o nouă echipă pentru a continua tradiția vechiului club. Inițial finanțat atât din cotizările suporterilor, clubul a fost preluat în 2018 de fostul fotbalist Ciprian Marica, care a achiziționat și brandul Farul la licitarea bunurilor societății falimentare.
Culorile tradiționale ale clubului erau alb și albastru, Marinarii disputându-și meciurile de acasă pe Stadionul Gheorghe Hagi.

## Istoric
| Perioada  | Nume                     |
| 1920–1945 | SPM Constanța            |
| 1946–1949 | PCA Constanța            |
| 1949–1953 | Locomotiva PCA Constanța |
| 1953–1958 | Locomotiva Constanța     |
| 1958–1972 | Farul Constanța          |
| 1972–1988 | FC Constanța             |
| 1988–2021 | Farul Constanța          |

### Primii ani (1920-1949)
Clubul a fost fondat în 1920 sub numele de SPM Constanța (Serviciul Porturi Maritime), și cu acest nume a jucat până în 1945. În sezonul 1945-46, primul după război, Desrobirea Constanța a devenit campioană districtuală și a promovat în Divizia B. Echipa muncitorilor docheri, Desrobirea, ocupă locul cinci în primul an. În anul următor, se clasează pe primul loc, iar în 1948 participă la barajul pentru promovarea în Divizia A, pe care îl ratează. Între timp, SPM Constanța din sezonul 1945-1946 a fost redenumit în PCA Constanța (Porturi Comunicații Ape).

### Ascensiunea (1949-1960)
Istoria modernă a clubului de fotbal din Constanța a început în cele din urmă în 1949, când cele două echipe ale orașului, Dezrobirea Constanța și PCA Constanța, au fuzionat, formând un nou club numit Locomotiva PCA. Noul club a fost înregistrat în play-off-ul de promovare pentru Divizia B, alături de alți patru campioni regionali: Metalul 1 Mai Ploiești, Dinamo Oltenița, Progresul CPCS București și Bucegi Câmpulung Pitești. Constănțenii au terminat pe primul loc în grupă și au fost promovați în liga a doua.
În 1953, Locomotiva PCA Constanța a fost redenumită pur și simplu ca Locomotiva Constanța. Un an mai târziu, la sfârșitul sezonului 1954, Locomotiva Constanța a obținut prima promovare în Divizia A. Echipa s-a clasat pe locul 1 în seria a treia a Diviziei B, cu trei puncte mai mult decât locul 2, Dinamo Bacău. După ultimul joc, o victorie în deplasare cu 1-0 împotriva lui Dinamo Bârlad, jucătorii au fost întâmpinați în vechea gară a Constanței de către o mulțime mare care venise să sărbătorească promovarea. Jucătorii care au obținut performanța cu Locomotiva au fost următorii: Nebela, Doicescu, Zlotea, Mark, Tatomir, Jarnea (Bedivan, Manta), Vultur, Neli Ispas, Gogu Cojocaru, Sever, Cristof, Bobi Georgescu, Gigi Datcu, Linzoiu, Keszkei ; antrenat de Ion Troancă.
În primăvara anului 1955, Locomotiva și-a început primul sezon în prima ligă. Echipa a fost întărită cu jucători de la Politehnica Timișoara, CFR București și Flamura Roșie Arad, și a avut un nou antrenor în persoana lui Eugen Mladin. Primul meci al „Marinarilor” s-a jucat la București împotriva viitorului campion, Dinamo București. Gogu Cojocaru a deschis scorul și a devenit primul marcator al echipei în prima ligă, dar meciul a fost pierdut cu 1-4. La sfârșitul sezonului, Locomotiva a terminat pe locul 12 din 13 și a retrogradat în Divizia B. În același sezon a fost inaugurat Stadionul Gheorghe Hagi (numit în acel moment Stadionul 1 Mai). Meciul de debut a fost un meci din etapa a IV-a între Locomotiva și campioana en-titre, Flamura Roșie Arad. Meciul a fost jucat pe 23 martie 1955 și a fost câștigat cu 1-0 de gazde după un gol marcat cu un șut de la 40 de metri de Manole.
Locomotiva a terminat sezonul 1956 al Diviziei B pe locul 6, apoi pe poziția a treia la sfârșitul anului 1957. Revenirea la un format de toamnă-primăvară la începutul sezonului 1957-1958 și redenumirea echipei în Farul Constanța aduseseră noroc „Marinarilor”, care au câștigat liga a doua și s-au întors pe prima scenă a fotbalului românesc. După un prim sezon dur în care clubul a terminat chiar deasupra pozițiilor de retrogradare, Farul a făcut cel mai bun sezon până în acel moment și a terminat pe locul 4 la sfârșitul ediției 1959–60. Echipa utilizată era compusă din: Horia Ghibănescu, Nicolae Botescu, Grigore Ciuncan, Lucrețiu Florescu, Gheorghe Corneanu, Gheorghe Toma, Petre Comăniță, Mircea Bibere, Eugen Pană, Gheorghe Datcu, Vasile Stancu, Constantin Moroianu, Ion Ciosescu, Paul Niculescu, Dumitru Sever, Iacob Olaru, Ștefan Nunu - jucători; Iosif Lengheriu - antrenor principal; Foti Foti - Președinte.

### Debutul European și Internațional (1960-1967)

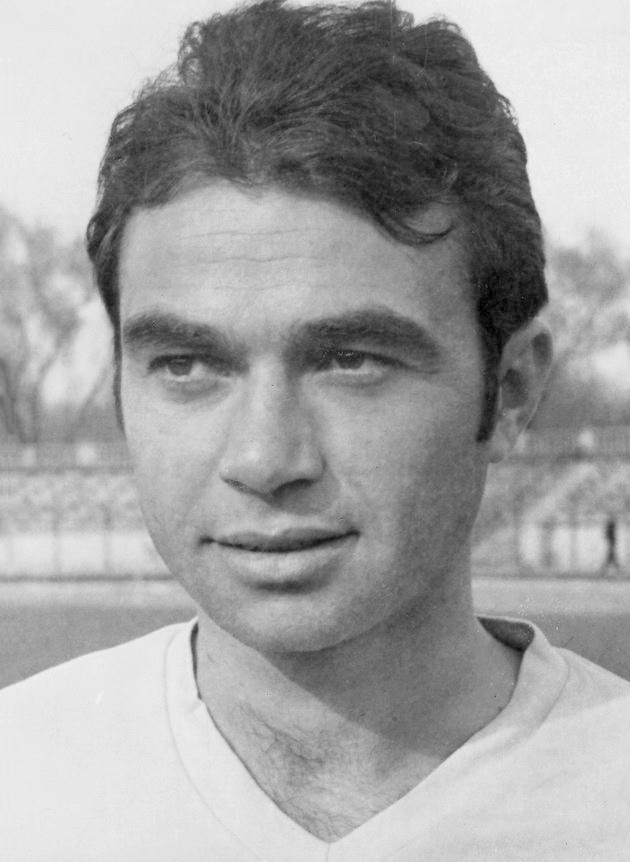
Marin Tufan, golgheterul din toate timpurile al Farului.

Anii 1960 au început cu „Rechinii” pe prima scenă de fotbal din țară. Datorită eșecului noilor veniți Brânzei, Stancu și Vasilescu de a se integra în echipă, la sfârșitul sezonului 1960–61, Farul a terminat pe locul 13 și a fost retrogradată alături de CSMS Iași și Corvinul Hunedoara. Motivați de o nouă prezență în prima ligă, Constanțenii nu au rămas mult în Divizia B și la sfârșitul sezonului 1961–62, au promovat înapoi în prima ligă, după ce au terminat pe primul loc. Tot în acel sezon, Farul a obținut primul său titlu național de fotbal, prin câștigarea campionatului U-19. În anul următor,„Marinarii” au avut un sezon foarte bun și au reușit să încheie prima parte a sezonului ca lideri ai Diviziei A. Cea de-a doua parte nu a fost la fel de bună ca prima și au pierdut câteva poziții, clasându-se pe locul cinci la sfârșitul campionatului. Tot în sezonul 1962–63, trio-ul ofensiv, Bükössy-Ciosescu-Dinulescu, a fost remarcat reușind să înscrie 48 de goluri. Farul Constanța a câștigat al doilea titlu consecutiv în liga U-19, elevii lui Gheorghe Smărăndescu învingând Dinamo București cu scorul de 2–1, în finală.

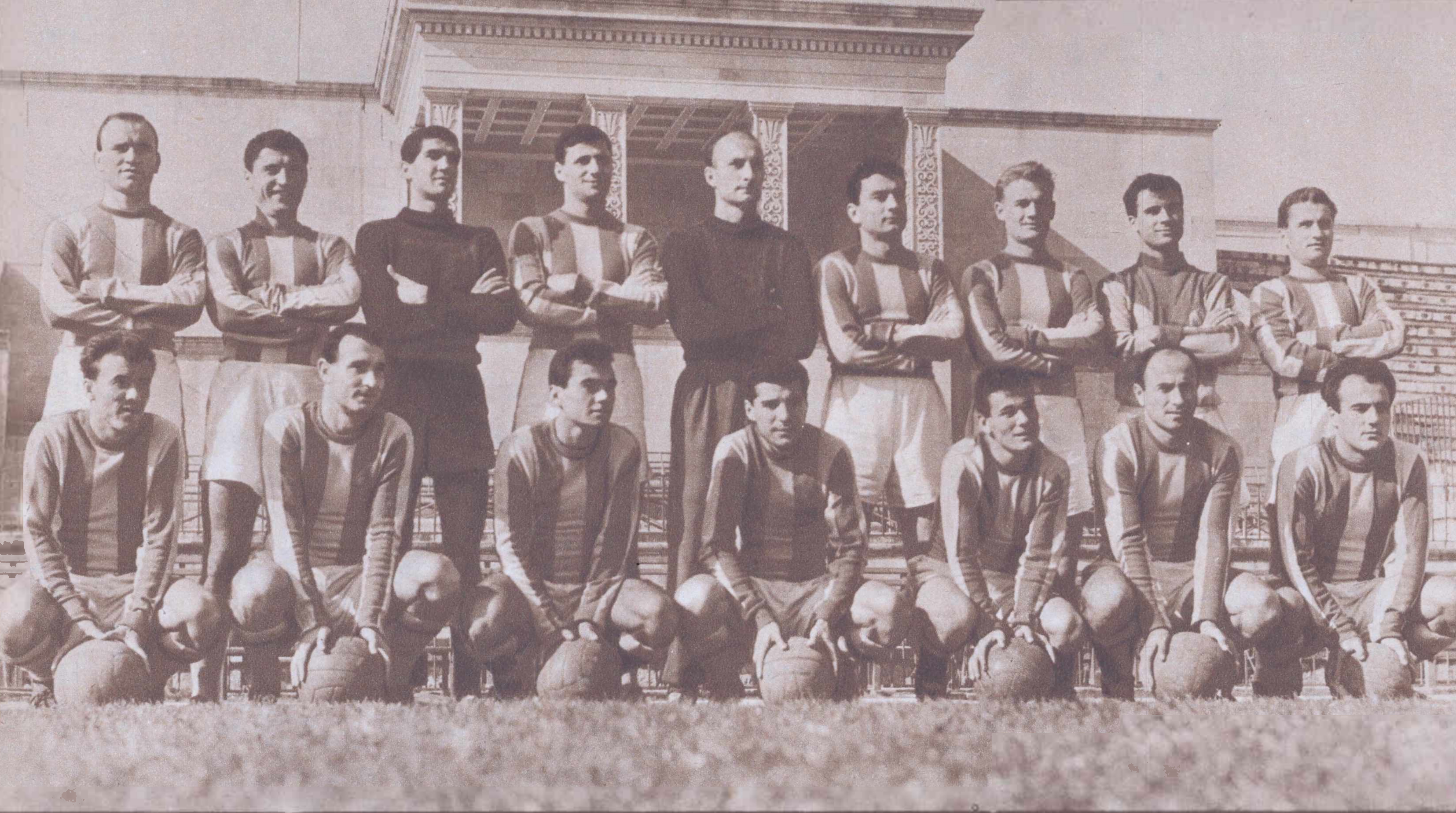
Echipa Farul Constanța în 1963.

Următoarele trei sezoane au început bine pentru Farul, dar au fost terminate pe poziții mediocre. În sezonul 1963–64, clubul de pe malul Mării Negre a terminat pe locul 8 după ce a ocupat locul 3 la sfârșitul turului, sezon în care a apărut în echipă golgheterul din toate timpurile lui Farul, Marin Tufan (62 de goluri). În anul următor, „Marinarii” au tremurat și au terminat la un singur punct deasupra primei echipe retrogradate, Minerul Baia Mare, apoi, în ediția 1965–66, Farul a ocupat doar locul 9, din 14. O performanță notabilă obținută de echipa din Constanța a fost calificarea în Cupa Balcanică din 1964–66, care a fost prima lor participare în competițiile europene. Pe 28 aprilie 1965, a fost înregistrat primul meci european al „marinarilor”, întâlnindu-i pe Spartak Plovdiv, într-un meci jucat în deplasare și încheiat nehotărât, scor 1-1. Al doilea meci disputat la Constanța două săptămâni mai târziu a fost câștigat cu 1-0 de Farul, acesta fiind primul succes european din istoria clubului. În jocul următor, „alb-albaștrii” au jucat la Skopie, împotriva lui Vardar, pe care a învins-o cu 4-0, în al doilea meci înregistrându-se o nouă victorie, de data aceasta doar cu scorul de 1-0. Apoi a venit meciul împotriva echipei grecești, Olympiacos, victoriile fiind împărțite, la Pireu, au câștigat grecii cu 1-0 și la Constanța, Farul, prin forfait, obținând astfel primul loc în grupa A. Finala competiției a fost una românească, Farul s-a întâlnit cu Rapid București, dar echipa din Constanța a pierdut la general, după o remiză, 3–3, la București și o înfrângere cu 0–2 la Constanța. O altă performanță notabilă din acel sezon a fost parcursul lung din Cupa României, unde „Rechinii” au fost eliminați în semifinale de UTA Arad (2-3).
În sezonul 1966–67, Farul a făcut din nou o impresie bună în Divizia A și a terminat pe locul 4. Echipa care a făcut acea performanță a fost formată din: Vasile Uțu, Constantin Tâlvescu, Constantin Manciu, Marin Georgescu, Constantin Koszka, Martin Graef, Suliman Etem, Cicerone Manolache, Constantin Pleșa, Dumitru Antonescu, Ilie Ologu, Marin Tufan, Constantin Iancu, Tiberiu Kallo, Ion Zamfir, Dumitru Caraman, Iosif Bükössy, Constantin Mareș, Vasile Dumbravă; Virgil Mărdărescu - antrenor principal; Foti Foti - Președinte. La sfârșitul acelui sezon, ca recompensă pentru forma arătată, Farul a intrat în primul turneu internațional, disputat în Liban, Kuweit și Siria, unde „Marinarii” au jucat 6 meciuri.

### Farul, între succes și mediocritate (1967-1988)

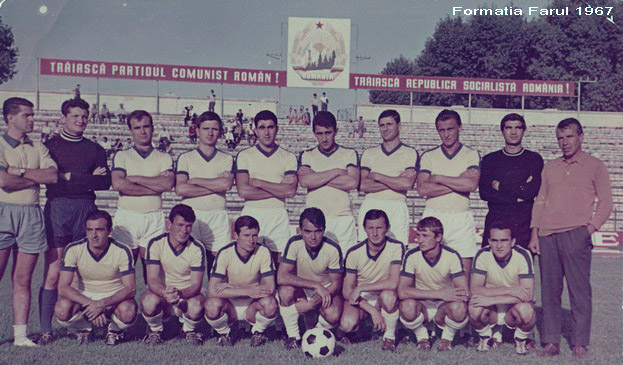
Echipa Farului din 1967–68 care a jucat în Cupa Balcanică.

Farul a participat în Cupa Balcanilor 1966–1967 și a căzut în grupă cu AEK Atena (locul 3 în Alpha Ethniki), Lokomotiv Sofia (locul 8 în Prima ligă bulgară) și Vardar (locul 10 în prima ligă iugoslavă). „Marinarii” au început cu două victorii consecutive la Constanța, 4-1 cu Lokomotiv Sofia și 2-0 cu Vardar Skopje. Cu toate acestea, nu au putut să-și reproducă forma bună de acasă și în meciurile din deplasare și au pierdut toate cele trei partide disputate: 0-4 cu Vardar, 0–3 cu AEK Atena și 1–5 cu Lokomotiv Sofia. În ultimul meci al grupei a făcut o remiză 1-1 cu AEK și au terminat grupa pe locul 3.
Rechinii au terminat sezonul 1967–68 pe poziția a 7-a și au participat din nou Cupa Balcanilor. În următoarele două sezoane, Farul și-a consolidat reputația ca fiind o echipă greu de învins. Au terminat pe locul 9 și au ajuns în semifinalele Cupei României 1968–69 la sfârșitul sezonului 1968–69. Acesta a fost urmat de obținerea locului 6 în ligă și ajungerea în sferturile de finală ale Cupei României în sezonul 1969–70. Începutul anilor 1970 a transformat Farul într-o echipă obișnuită din mijlocul clasamentului Diviziei A: 1970–71 - locul 11, 1971–72 - locul 11 și 1972–73 - locul 8, dar clubul a avut o reîmprospătare în vara anului 1973 când a fost redenumit în FC Constanța. Noul început a avut un efect pozitiv și echipa a terminat pe locul 4 la sfârșitul sezonului următor, calificându-se în Cupa Balcanilor din 1975.

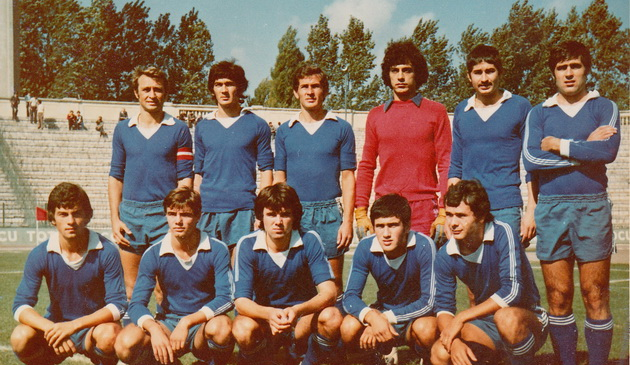
Echipa Constanței în anii 1980.

Între 1974 și 1988, FC Constanța a avut rezultate fluctuante, oscilând între prima și a doua ligă, fiind departe de rezultatele obținute în a doua jumătate a anilor 1960 și prima jumătate a anilor 1970. După două clasări la mijlocul clasamentului, locul 10, la sfârșitul sezoanelor 1974–75 și 1975–76, FC Constanța s-a aflat la doar un pas de retrogradare, terminând sezonul 1976–77 chiar deasupra zonei retrogradării, la același număr de puncte cu prima echipă retrogradată, Rapid București. FC Constanța nu a luat în serios acest avertisment, retrogradând la sfârșitul sezonului următor după ce a terminat pe locul 16 din 18. Înapoi în Divizia B după 16 ani de absență, Constanța a terminat doar pe locul 4 în primul sezon, apoi pe locul 2 la sfârșitul sezonului 1979–80, dar departe de liderul Brașov. „Marinarii” au promovat înapoi în prima ligă la finalul sezonului 1980–81. Echipa, condusă de Emanoil Hașoti și secundul său, Petre Comăniță, i-a avut în componență pe Costaș, Stancu, Borali, Antonescu, Nistor, Caramalău, Turcu, Purcărea, Gache, Drogeanu, Livciuc, Ancuța, Buduru, Peniu, Mărculescu, Petcu, I. Moldovan și Ștefanovici. A urmat însă un nou sezon modest, încheiat pe locul 14, la doar două puncte deasupra liniei retrogradării, în ediția 1981–82, iar retrogradarea s-a produs în cele din urmă la sfârșitul sezonului 1982–83. Au urmat patru sezoane consecutive Divizia B: 1983–84 - locul 5, 1984–85 - locul 4, 1985–86 - locul 4 și 1986–87 - locul 4. Clubul a promovat în Divizia A la sfârșitul sezonului 1987–88 după ce și-a câștigat seria, fiind și redenumit ca Farul Constanța în vara anului 1988. În acest timp, în ciuda rezultatelor mai slabe, echipa de pe malul Mareii Neagre a dat câteva nume mari fotbalului românesc, precum: Gheorghe Hagi, Constantin Gache, Ștefan Petcu sau Ion Moldovan, printre alții.

### De la UEFA Intertoto la Divizia B (1988-2001)
Sfârșitul anilor 1980 și începutul anilor 1990 au găsit Farul în Divizia A, dar cu rezultate care nu au impresionat prea mult: 1988–89 - locul 9, 1989–90 - locul 10, 1990–91 - locul 10, 1991–92 - locul 13, 1992–93 - locul 9 și 1993–94 - locul 6. Lucrurile au început să se schimbe în timpul sezonului 1994–95, care a fost unul important pentru echipa de pe malul Mării Negre. Chiar dacă poziția în clasament a fost mai mică decât în sezonul precedent, locul 11, Farul a fost înscris în Cupa UEFA Intertoto 1995, debutând în competiție. Grupa de cinci echipe în care a fost repartizată echipa din Constanța era formată din: Cannes (locul 9 în Ligue 1), Dnepr Mogilev (locul 5 în Prima Ligă Bielorusă), Bečej (locul 4 în Prima Ligă a Serbiei și Muntenegrului) și Pogoń Szczecin (locul 8 în Ekstraklasa). Farul a câștigat surprinzător grupa, după 3 victorii, un egal și nicio înfrângere. Tragerea la sorți a adus în fața Farului un club important, Heerenveen, locul 9 în Eredivisie în sezonul precedent. Meciul s-a jucat în Țările de Jos pe 29 iulie 1995 pe Stadionul Abe Lenstra. Meciul a fost clar dominat de echipa neerlandeză, pentru care a jucat și un tânăr pe nume Jon Dahl Tomasson, cel care avea să devină un jucător bine-cunoscut peste câțiva ani. Florin Marin, antrenorul Farului, a trimis pe teren următrul prim-11: Cristian Munteanu - Stelian Carabaș, Daniel Ghișan, Marian Dinu (C), Mihai Matei, Ștefan Nanu - Gheorghe Barbu, Dănuț Moisescu, Gheorghe Ciurea - Mugurel Cornățeanu, Laurențiu Zadea. Cursul jocului a fost într-o singură direcție, spre poarta Farului. În minutul 19, Erik Regtop a deschis scorul și 16 minute mai târziu, același Regtop l-a mărit. După pauză, Jon Dahl Tomasson (48') și Romeo Wounden (71') au stabilit scorul final, 4-0. „Marinarii” și-au continuat forma bună și în sezonul viitor, în special în Cupa României, unde au fost eliminați în sferturile de finală.
După aventura din Cupa UEFA Intertoto, Farul a revenit la rezultatele sale de la mijlocul clasamentului înainte de 1995 și a terminat pe următoarele poziții: 1995–96 - locul 8, 1996–97 - locul 10, 1997–98 - locul 12 și 1998–99 - locul 12. Cea mai notabilă performanță din aceste sezoane a fost meciul cu numărul 1000 jucat de Farul în prima ligă a fotbalului românesc, performanță realizată în timpul sezonului 1998–99. Problemele financiare și lipsa de interes ale autorităților locale ale vremii și-au pus amprenta asupra echipei în sezonul 1999-2000, când la sfârșitul celor 34 de etape, „Rechinii” au retrogradat în Divizia B. Înainte de ultima etapă, „Marinarii” se aflau pe poziția a 13-a, ceea ce îi salva, dar în etapa a 34-a au pierdut cu 1-2 cu FC Onești și au terminat pe locul 15, retrogradând după 12 ani petrecuți pe prima scenă a fotbalului românesc.
Motivați de revenirea în prima ligă, Constănțenii au dominat alături de Sportul Studențesc seria 1 a Diviziei B și a încheiat sezonul 2000–01 pe locul doi cu 74 de puncte. Locul doi le-a asigurat un play-off de promovare/menținere cu FCM Bacău, locul 14 în Divizia A. Cele două cluburi au împărțit în mod egal victoriile, (2-1 și 1-2), Farul promovân în cele din urmă, după loviturile de pedeapsă. Meciul retur a fost unul suspect întrucât conducătorii din Bacău nu au permis televizarea meciului. Întoarcerea pe prima scenă a fost marcată și de începutul erei finanțatorului la Constanța. În timpul Republicii Socialiste România, toate cluburile de fotbal erau deținute de instituții publice. Anii 1990 și începutul anilor 2000 sunt cunoscuți ca începutul erei finanțatorilor în fotbalul românesc, când majoritatea cluburilor au devenit private și, în general, conduse de un singur om de afaceri. Omul de afaceri din Constanța care a cumpărat Farul a fost Gheorghe Bosânceanu, proprietarul Șantierului Naval Constanța.

### Ascensiunea și căderea în faliment (2001-2016)
În ciuda faptului că se aflau într-o situație financiară mai bună, „Marinarii” au terminat pe locul 14 în sezonul 2001–02 și au trebuit să joace în play-off-ul de promovare/menținere. Farul a întâlnit pe FC Baia Mare și a învins-o cu 1-0 la Constanța. O remiză 0-0 la Baia Mare a însemnat că alb-albaștrii au rămas în Divizia A.
Au existat mai multe sezoane de ascensiune pentru clubul de la malul Mării Negre. În sezonul 2002–03 au încheiat pe locul 10, apoi în sezonul 2003–04 pe locul 9 și în sezonul 2004–05 pe locul 5 (cea mai bună clasare după Revoluție), fiind numiți în acel an „campioni ai provinciei". Primele patru locuri au fost ocupate de: Steaua București, Dinamo București, Rapid București și Național București. În același sezon, „Rechinii” au obținut una dintre cele mai mari performanțe din istoria lor, jucând finala Cupei României. A 67-a finală a Cupei României s-a disputat pe Stadionul Cotroceni, între Farul Constanța și Dinamo București, în fața a 15.000 de persoane (dintre care aproximativ 6.000 au venit din Constanța), arbitrul a fost din Franța, Laurent Duhamel. Dinamo a câștigat meciul cu 1-0 prin golul marcat de Ștefan Grigorie în minutul 6.
După un parcurs foarte bun în ediția 2004–05 a campionatului și a cupei, Farul și-a continuat forma bună și în sezonul următor, când ajungea în semifinalele Cupei României, fiind eliminată de Național București, 2–4 la general. În Divizia A, „Marinarii” au terminat pe locul 7, iar clubul s-a înscris în Cupa UEFA Intertoto 2006, unde a eliminat pe Pobeda și Lokomotiv Plovdiv. În faza finală a competiției, Farul a întâlnit pe Auxerre (locul 6 în Ligue 1). „Dubla” cu Auxerre a oferit echipei de pe litoral șansa de a seta o premieră în istoria clubului, prima participare în Cupa UEFA, însă Farul a pierdut cu 2–4 la general și a ratat această șansă. În acel sezon, în ciuda investițiilor de peste 2 milioane de euro promise de proprietarul Gheorghe Bosânceanu, după meciul cu Auxerre, Farul a rămas tot sezonul în partea de jos a clasamentului, încheind sezonul 2006–07 pe locul 14.
Sezonul 2007–08 este considerat a fi unul dintre cele mai spectaculoase sezoane post-Revoluție din Liga I, dar a prins-o pe Farul într-o formă nu prea bună. Constănțenii au fost chiar ultimii din ligă timp de trei etape. „Marinarii” au reușit să se salveze de retrogradare și au terminat pe locul 13. Următorul sezon ar reprezenta începutul declinului pentru clubul de pe malul Mării Negre. După aproape 10 ani petrecuți pe prima scenă a fotbalului românesc, Farul a retrogradat din nou în Liga a II-a, după ce nu a reușit să termine deasupra liniei roșii a clasamentului. Ultimul meci al lui Farul din prima divizie a reprezentat, de asemenea, un record negativ din acel sezon, „Rechinii” pierzând împotriva echipei CS Otopeni cu scorul de 0-6, echipă care, de asemenea, retrogradase.
Retrogradarea a adus și retragerea lui Gheorghe Bosânceanu, proprietarul clubului din ultimii opt ani, care l-a vândut lui Giani Nedelcu, fost investitor la Rocar București și Știința Bacău, cluburi care au dat faliment în perioada în care Nedelcu le-a condus. Susținătorii nu au mai fost prea optimiști de atunci și temerile lor s-au împlinit în următorii ani, când Farul s-a zbătut în zadar, fără a obține nicio promovare. În sezonul 2009–10, Farul nu găsește resursele necesare pentru o promovare rapidă în prima ligă și termină pe locul 8. Începutul sezonului următor a fost plin de emoții, clubul primind licența pentru Liga a II-a foarte târziu din cauza problemelor financiare care erau acum mai mari. Aceste probleme și-au pus amprenta și pe jocul echipei, „Marinarii” încheind sezonul abia pe locul 13. În sezonul 2011-12, „Rechinii” au făcut progrese și au terminat pe locul 8, dar departe de locurile de promovare.
Liga a III-a se apropia, însă, odată cu sezonul 2012-13. Din prima serie au retrogradat cinci echipe în acel sezon. FCM Bacău, Astra II Giurgiu și Callatis Mangalia s-au retras din campionat, în timp ce Dinamo II București și Chindia Târgoviște au retrogradat. Datorită acestor retrageri din campionat, Farul a terminat prima peste linia roșie, la doar un punct deasupra Chindiei. În sezonul 2013-14, Liga a II-a și-a schimbat formatul în sistemul de play-off/play-out, iar „Marinarii” au încheiat sezonul regular pe locul 11, în zona de play-out. În faza de play-out au ajuns pe ultimul loc, dar din nou sunt salvați de la retrogradare în liga a treia din cauza excluderii Dunării Galați. În sezonul 2014-15, Farul a jucat din nou în play-out, unde a terminat pe locul 4 și s-a salvat de la retrogradare. Lucrurile păreau să se schimbe în sezonul 2015-16, când Farul a terminat sezonul regular pe locul 4 și a intrat în grupa de play-off. „Rechinii” au reușit să obțină 29 de puncte și au terminat pe locul 5, oferindu-le suporterilor șansa de a spera la un sezon mai bun. Cu toate acestea, problemele financiare în creștere au înăbușit în cele din urmă clubul și, înainte de începerea sezonului 2016-17, Farul s-a retras din liga a doua. Situația a rămas nesigură pentru o vreme, Giani Nedelcu sperând totuși că va putea chiar să obțină licența pentru liga a treia. Comisia de licențiere a FRF a anunțat însă că nu va permite acest lucru din cauza unui faliment iminent care va lovi clubul din Constanța.
Pe 22 septembrie 2016, Farul Constanța a intrat în faliment, după 67 de ani în care a reprezentat orașul Constanța în Liga I, Liga a II-a, Cupa României, Cupa UEFA Intertoto și Cupa Balcanică.

### Renașterea, „unirea” cu Viitorul și întoarcerea lui Hagi (2016-2021)

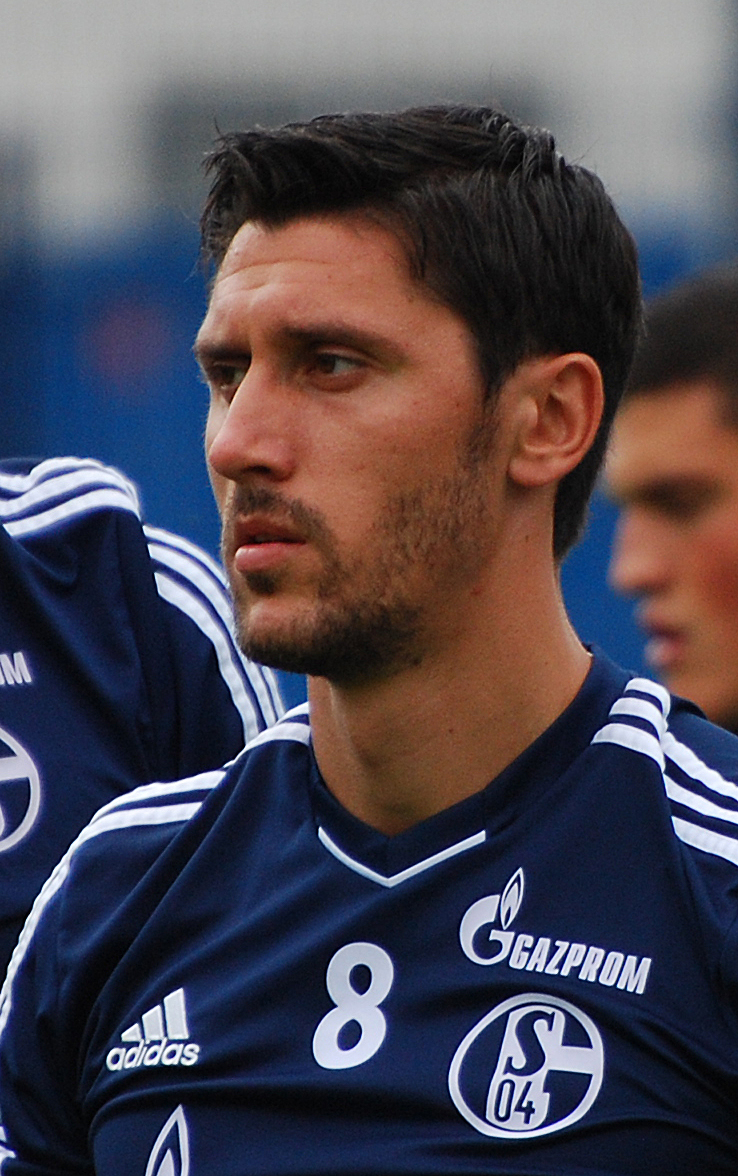
Ciprian Marica, principalul acționar la Farul înainte de fuziune.

Când a devenit clar că falimentul era inevitabil, un grup de susținători ai Farului, organizat în Asociația Suporterilor Farul, s-a mutat rapid și în doar câteva săptămâni a reușit să construiască și să înregistreze o nouă entitate cu singurul scop de a continua tradiția Farului Constanța. Astfel, pe 8 august 2016 au fondat Suporter Spirit Club Farul Constanța, club care asigura continuitatea fotbalistică a Farului, evitând sezoanele de dispariție sau pauză.
Noul club a păstrat culorile alb și albastru și a adoptat vechiul logo al Farului care descrie farul din Constanța, Marea Neagră și un pescăruș în zbor. Echipa a fost înscrisă în seria județului Constanța din Liga IV la timp pentru sezonul 2016–17. Farul a câștigat seria lor din Liga a IV-a. Au înregistrat 32 de victorii în 34 de meciuri și au marcat 135 de goluri în timp ce au primit 14. „Marinarii” a câștigat apoi play-off-ul de promovare cu 8–2 la general împotriva campionilor județului Tulcea, Pescărușul Sarichioi, și au fost promovați în Liga a III-a. În vara anului 2017, Petre Grigoraș a fost numit noul antrenor al echipei și jucători importanți au fost transferați. Farul a promovat la sfârșitul sezonului 2017–18, dar după o luptă dură împotriva Progresului Spartac București, echipă cu care a avut același număr de puncte până în ultimele etape ale sezonului.
În vara anului 2018, fostul fotbalist internațional român, Ciprian Marica, a cumpărat marca Farul Constanța cu 49.150 € (în jur de 228.892 RON). Mutarea a stârnit un conflict de scurtă durată între susținătorii lui Marica și cei ai Farului, în ciuda faptului că cei dintâi au pretins că au încercat să aibă un dialog cu conducerea SSC Farul, conducându-l în cele din urmă pe Marica să formeze o nouă echipă, FC Farul Constanța, și să o înscrie în Liga a IV-a. În cele din urmă, Marica și suporterii au ajuns la un consens, fostul fotbalist anunțând că va prelua SSC Farul; în plus, echipa Ligii a IV-a va deveni echipa de rezervă a clubului, iar marca va fi transferată echipei Ligii a II-a până în iarnă. În prima sa conferință de presă ca proprietar al lui Farul, Marica și-a anunțat planurile de viitor pentru club, inclusiv promovarea în Liga I până în 2020, urmată de construirea lentă a unei echipe care să vizeze la un loc în competițiile europene și la titlul Ligii I.
Pe 21 iunie 2021, Gheorghe Hagi, proprietar și fondator al Viitorului Constanța, Gheorghe Popescu, președinte Viitorului, și Ciprian Marica, proprietarul Farul Constanța, au anunțat într-o conferință de presă că echipele lor s-au „unit”. Clubul de Liga I, Viitorul, și-a luat numele de FCV Farul Constanța, în timp ce SSC Farul și-a schimbat denumirea în FC Unirea Constanța.

## Palmares
| Competiții naționale | Competiții internaționale                                                     |
| Liga I Campioană (1): 2022-2023 Locul 4 (2): 1959-1960, 1966-67 Liga II Campioană (5): 1954, 1957–58, 1961–62, 1980–81, 1987–88 Vicecampioană (2): 1979–80, 2000–01 Liga III Campioană (1): 2017–18 Liga a IV-a – Constanța Campioană (2): 1945-46, 2016–17 Cupa României Finalistă (1): 2004–05 | Cupa UEFA Intertoto Finalistă (1): 2006 Cupa Balcanică Finalistă (1): 1964–66 |

## Stadioane

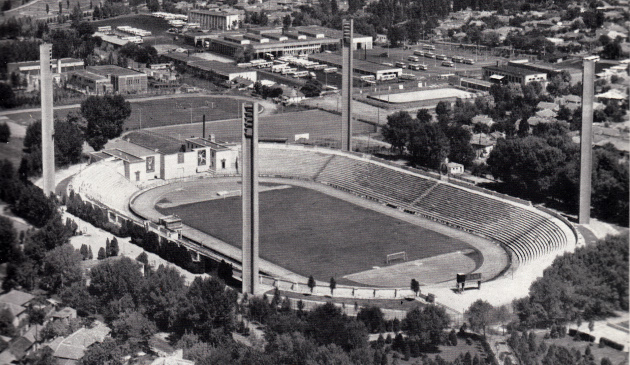
Stadionul Gheorghe Hagi în anii 1980.

Clubul obișnuia să își joace meciurile de acasă pe Stadionul Gheorghe Hagi din Constanța. Cunoscut inițial ca Stadionul 1 Mai, stadionul a fost deschis în 1955 și avea forma literei „U”, dar ulterior a fost extins cu o altă peluză, ajungând în cele din urmă la capacitatea de 15.520 de locuri. În 1970, Stadionul Gheorghe Hagi a devenit primul stadion din România care a avut instalație de nocturnă. După falimentul clubului în 2016, noua entitate a întâmpinat probleme administrative care au împiedicat echipa să joace pe stadion mai mult de un an și jumătate. SSC Farul a jucat din 2016 până pe 14 aprilie 2018 pe Stadionul Sparta de la Techirghiol. Stadionul Gheorghe Hagi a atins o stare avansată de degradare din cauza lipsei de activitate și a trebuit să fie curățat și restaurat de către susținătorii Farul prin mai multe campanii de voluntariat.
Pe 21 iunie 2021, odată cu anunțarea fuziunii dintre Farul și Viitorul, s-a menționat, de asemenea, că Farul își va juca meciurile de acasă pe stadionul Viitorul, din cauza stării de degradare avansată a Stadionului Farul.

## Suporteri
Farul avea mulți susținători în regiunea Dobrogea și, în special, în Constanța. Suporterii Farului sunt organizați în Asociația Suporterilor Farul, iar această organizație a readus la viață clubul în 2016, după falimentul vechii entități. Primul grup de ultras, intitulat „Ultras Farul '92”, a apărut în 1992. Au fost urmați în 1996 de „Legiunea Marină”, iar de-a lungul timpului de alte câteva grupuri, precum: „Aria Ultra'”, „Baricada”, „Fervent” sau „Alcoholics”. Cele mai mari prietenii sunt cu susținătorii Steaua București și Brăilenii

### Rivalități
Rivalii tradiționali ai „Marinarilor” sunt Rapid București și Dinamo București. Farul are și câteva rivalități locale împotriva echipelor din orașele din apropiere, precum CS Năvodari , Săgeata Năvodari sau Delta Tulcea. O altă rivalitate oarecum locală, este cea împotriva Oțelului Galați.

## Centrul de copii și juniori
Întrucât echipele de seniori, Farul și Viitorul s-au unit în 2021, Academia Farul Constanța a fuzionat ulterior cu Academia de Fotbal Gheorghe Hagi. Jucătorii tineri cu vârste cuprinse între 7 și 18 ani fac acum parte din Academia Gheorghe Hagi, iar cei peste 13 ani evoluează în campionatul național, conform regulamentului FRF, sub numele Farul Constanța. Academia Gheorghe Hagi este bine cunoscută pentru dezvoltarea tinerilor jucători din România, dar și pentru cele mai bune facilități din țară.

## Istoria competițională
| Sezon   | Nivel | Divizie             | Loc          | Cupa României  |
| ------- | ----- | ------------------- | ------------ | -------------- |
| 2020–21 | 2     | Liga a II-a         | 7 (P)        | Optimi         |
| 2019-20 | 2     | Liga a II-a         | 9            | Runda a patra  |
| 2018-19 | 2     | Liga a II-a         | 14           | A treia rundă  |
| 2017–18 | 3     | Liga III (Seria II) | 1 (C, P)     | Șaisprezecimi  |
| 2016–17 | 4     | Liga IV ( CT )      | 1 (C, P)     | N / A          |
| 2015–16 | 2     | Liga II (Seria I)   | Al 5-lea (R) | Runda a patra  |
| 2014–15 | 2     | Liga II (Seria I)   | Al 10-lea    | Runda a cincea |
| 2013–14 | 2     | Liga II (Seria I)   | Al 12-lea    | Șaisprezecimi  |
| 2012–13 | 2     | Liga II (Seria I)   | 11           | Șaisprezecimi  |
| 2011–12 | 2     | Liga II (Seria I)   | A 8-a        | Runda a patra  |
| 2010–11 | 2     | Liga II (Seria I)   | 13           | Runda a patra  |
| 2009–10 | 2     | Liga II (Seria I)   | A 8-a        | Șaisprezecimi  |
| 2008–09 | 1     | Liga I              | 16 (R)       | Șaisprezecimi  |
| 2007–08 | 1     | Liga I              | 13           | Șaisprezecimi  |
| 2006–07 | 1     | Liga I              | 14           | Optimi         |
| 2005–06 | 1     | Divizia A           | Al 7-lea     | Semifinale     |

| Sezon   | Nivel | Divizie             | Loc          | Cupa României      |
| ------- | ----- | ------------------- | ------------ | ------------------ |
| 2004–05 | 1     | Divizia A           | Al 5-lea     | Final              |
| 2003–04 | 1     | Divizia A           | 9            | Șaisprezecimi      |
| 2002–03 | 1     | Divizia A           | Al 10-lea    | Sferturi de finală |
| 2001–02 | 1     | Divizia A           | 14           | Șaisprezecimi      |
| 2000-01 | 2     | Divizia B (Seria I) | Al 2-lea (P) | N / A              |
| 1999–00 | 1     | Divizia A           | 15 (R)       | Șaisprezecimi      |
| 1998–99 | 1     | Divizia A           | Al 12-lea    | Șaisprezecimi      |
| 1997–98 | 1     | Divizia A           | Al 12-lea    | Optimi             |
| 1996–97 | 1     | Divizia A           | Al 10-lea    | Optimi             |
| 1995–96 | 1     | Divizia A           | A 8-a        | Sferturi de finală |
| 1994–95 | 1     | Divizia A           | 11           | Optimi             |
| 1993-94 | 1     | Divizia A           | Al 6-lea     | Optimi             |
| 1992–93 | 1     | Divizia A           | 9            | Optimi             |
| 1991–92 | 1     | Divizia A           | 13           | Semifinale         |
| 1990–91 | 1     | Divizia A           | Al 10-lea    | Sferturi de finală |
| 1989–90 | 1     | Divizia A           | 9            | Sferturi de finală |

## Jucători celebri
Dintre constănțeni, pot fi amintiți: Dumitru Antonescu, selecționat în prima reprezentativă de 13 ori, Aurică Rădulescu de 6 ori, Mihai Mocanu (lansat la Petrolul Ploiești) de 33 ori, Marin Tufan, rămas în memoria spectatorilor prin contribuția sa la calificarea la Mondiale în 1970, iar dintre cei care au venit din alte orașe, pe Cadariu, Manolache, Ciosescu, Dinulescu, Iancu, Kallo, Koszka, Olaru, Sasu și alții.
FC Farul are și un centru de copii și juniori, pregătiți de 10 antrenori, foști jucători ai echipei, ca Petcu, Funda, Iovanescu, Tâlvescu, Mareș, Bükössy, Marinov, Gârjoabă.
Două din echipele de juniori antrenate de Bibi Smarandescu au câștigat campionatul național astfel:
- În anul 1962, cu formația: Argesanu, Vaileanu, Caraivan, Hula, Strambeanu, Teodorescu, Ologu, Manea, Vlad, Dragu, Precerita.
- În anul 1963, cu formația: Argesanu, Ovezea, Stoica, Hula, Stelea, Melenco, Olteanu, Dragu, Vlad, I. Cojocaru, Chirez.